# Proyector de diapositivas

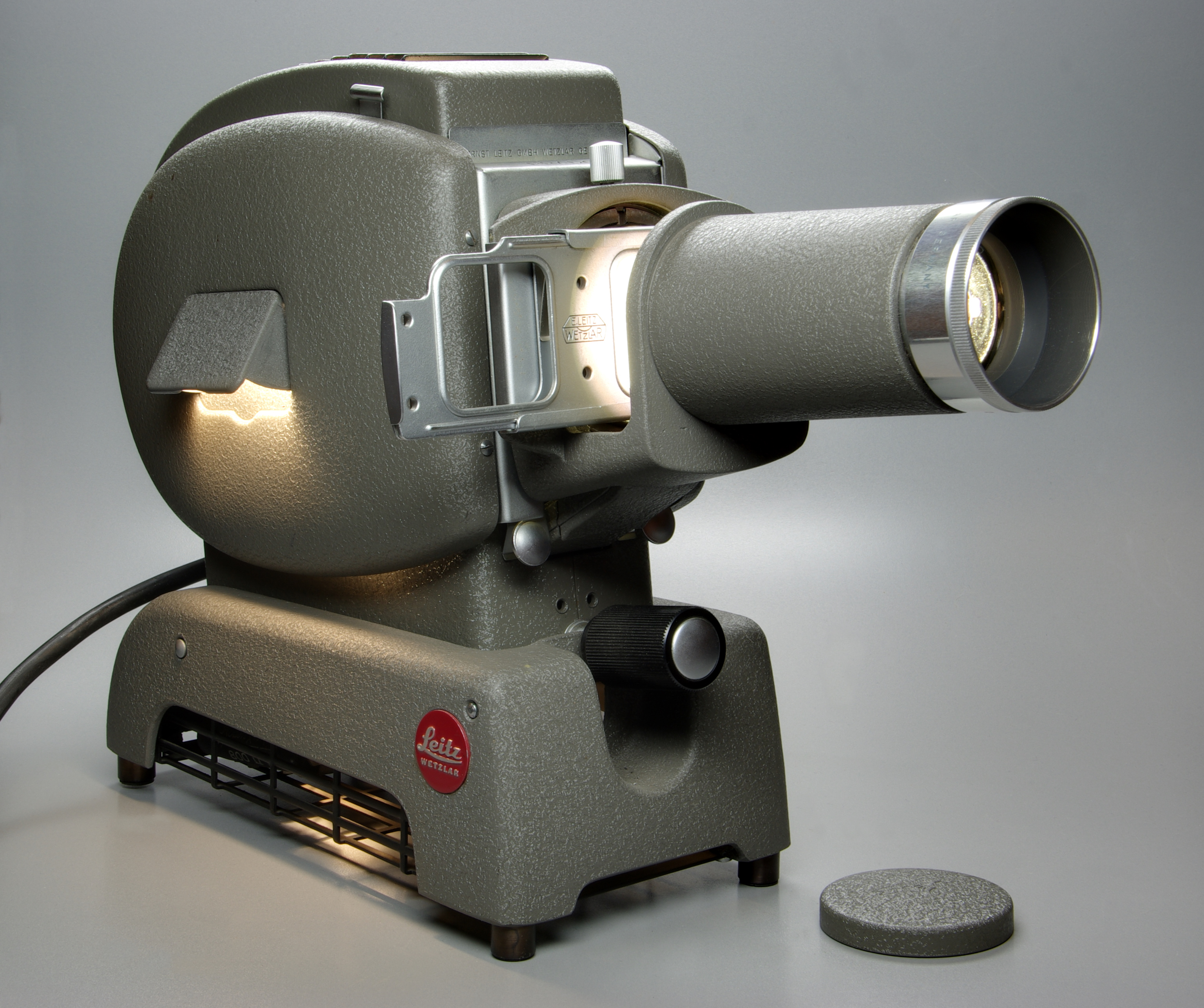
Proyector de diapositivas manual de 1954.

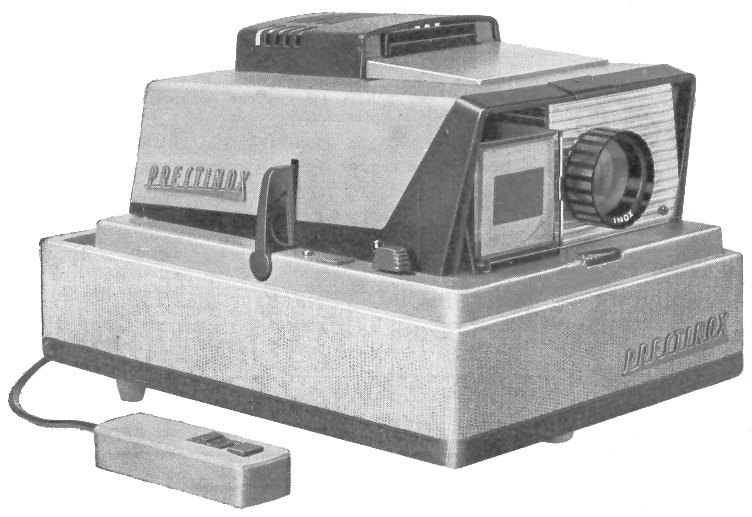
Proyector de diapositivas automático de los años sesenta.

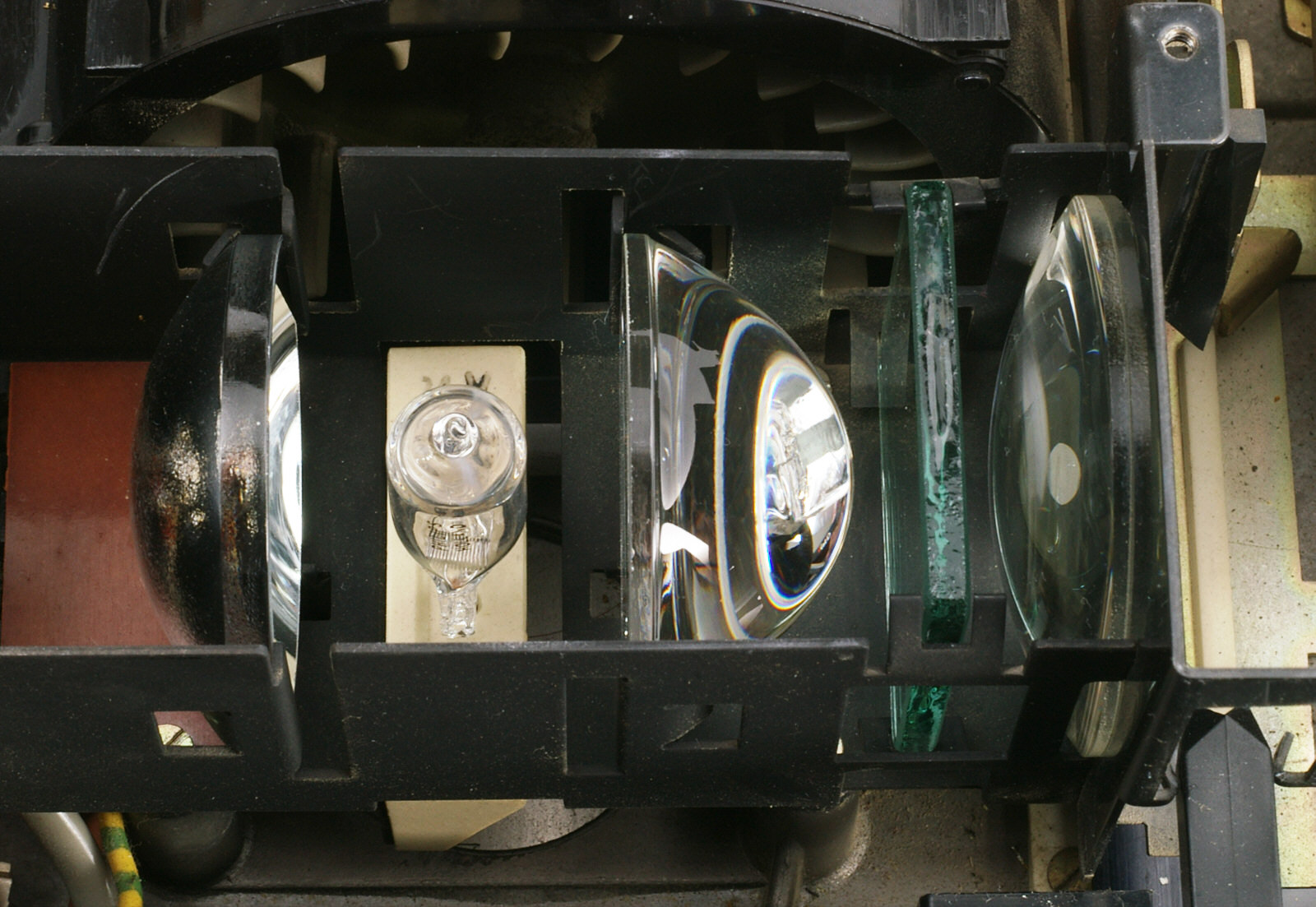
El bulbo lumínico y el juego interno de lentes.

Un proyector de diapositivas es un dispositivo óptico-mecánico que sirve para ver diapositivas (transparencias fotográficas) proyectadas sobre una superficie lisa, como una pared.
Las diapositivas son películas de filmess (de 3 × 2 cm aprox.) dispuestas dentro de un marco de plástico (de 5 × 5 cm). Estos marcos se disponen en magazines (carcasas sostenedoras, con tapa) con espacio para varias decenas de diapositivas.
Los magazines pueden ser rectos o circulares, dependiendo del tipo de proyector.

## Partes de un proyector
El proyector tiene 6 elementos principales:
- Un bulbo de luz (u otra fuente de luz intensa) enfriado con ventilador.
- Un reflector.
- Lentes condensadoras que dirigen la luz (la hacen converger) hacia la diapositiva.
- Un aparato que dispone y cambia las placas de plástico que sostienen a las diapositivas.
- Lentes de enfoque (que permiten mejorar la imagen de alguna diapositiva fuera de foco).
- Una pieza plana de vidrio absorbedor de calor generalmente se pone entre los lentes de condensación y la diapositiva, para evitar que ésta se dañe. Este vidrio transmite las ondas electromagnéticas dentro del rango visible por el ojo humano, pero absorbe los infrarrojos.

## Funcionamiento
La luz pasa a través de la diapositiva y los lentes transparentes, y la imagen resultante es agrandada y proyectada hacia una pantalla perpendicular plana para que la audiencia pueda ver su reflejo.
La imagen se puede proyectar en una pantalla plana para diapositivas, generalmente usada en presentación automática, para visión cercana. Esta forma de proyección evita que la audición interrumpa los rayos de luz, o choque el proyector.

## Finalidad de uso
- Los proyectores de diapositivas eran comunes desde la década de los 50 hasta mediados de la del 90 en el hogar como forma de entretenimiento; los miembros de una familia o amigos se reunían a ver diapositivas, generalmente de fotografías familiares y

- en los colegios y universidades como proyecciones audiovisuales académicas: eran utilizados por los profesores y alumnos para el dictado de clases, conferencias y exposiciones, pues la proyección ampliada de diapositivas en colores constituye uno de los auxiliares más útiles y prácticos en la didáctica.

El uso hogareño y académico de proyectores de diapositivas físicas ha sido reemplazado por las impresiones en papel (de costo mucho más bajo), las cámaras digitales, los reproductores de DVD (en la pantalla del televisor), las presentaciones de diapositivas virtuales digitalizadas en formato *.ppt o *.pps que se abren con Microsoft Power Point u otros programas de diapositivas equivalentes (en el monitor de la computadora), y asociados con esto los proyectores digitales multimedia, que proyectan en la pared las imágenes que aparecen en la pantalla de la computadora.

## Clases de proyectores
- Proyector de diapositivas en carrusel (incluye los proyectores estilo tray)
- Proyector dual de diapositivas
- Proyector de diapositivas de formato grande
- Proyector sobre la cabeza (overhead)
- Proyector de diapositivas (de a una, en forma manual)
- Proyector de diapositivas estéreo, proyecta simultáneamente dos diapositivas con diferente polarización: si se mira con lentes polarizados, las diapositivas parecen tener tres dimensiones).
- Existe también el visor de diapositivas que no es propiamente un proyector, sino, como indica su nombre, un instrumento óptico para ver individualmente las diapositivas; consiste en una pequeña caja con lupa para ver las imágenes con gran aumento.